# Enrico I di Lotaringia
Enrico I di Lotaringia (1000 – 29 luglio 1060) fu conte palatino di Lotaringia dal 1045 alla morte.
Gli storici attribuiscono numerosi soprannomi a Enrico: il Furioso, perché egli uccise la propria moglie; il Monaco, perché venne accusato di pazzia e rinchiuso in un'abbazia.

## Biografia
Era figlio di Ezellino I di Lotaringia, ed ebbe un fratello, Corrado III di Carinzia. Apparteneva dunque alla dinastia degli Azzoni.
Nel 1048 sposò Matilde di Verdun (n. circa nel 1025 - m. 17 luglio 1060) figlia del duca Gothelo I di Lorena, e sorella di papa Stefano IX.
Ricevette il castello di Mosellan di Cochem dalla zia, la regina Richeza di Polonia. Sostituì l'imperatore Enrico III durante i suoi periodi di malattia.
Poco dopo il 1058, iniziò a mostrare i primi segni di pazzia, perciò venne confinato nell'abbazia di Gorze. Fuggì non appena seppe che la moglie lo aveva tradito con un parente, e la uccise con un'ascia (17 luglio 1060). Venne definitivamente rinchiuso nell'abbazia di Echternach, dove morì nel 1061. Le sue contee vennero confiscate da Anno II di Colonia che divenne il protettore del suo unico figlio, il futuro conte palatino Ermanno II.
| Controllo di autorità | VIAF (EN) 80311731 · CERL cnp01146306 · GND (DE) 135868114 |